# Vita Vea
Tevita Tuliʻakiʻono Tuipulotu Mosese Vaʻhae Fehoko Faletau Vea, detto Vita (Milpitas, 5 febbraio 1995), è un giocatore di football americano statunitense che milita nel ruolo di defensive tackle per i Tampa Bay Buccaneers della National Football League (NFL).

## Carriera universitaria
Al college Vea giocò a football con i Washington Huskies dal 2015 al 2017. Nell'ultima stagione fu premiato come difensore dell'anno della Pac-12 Conference e vinse il Morris Trophy come miglior uomo di linea del college football

## Carriera professionistica
Il 26 aprile 2018 Vea fu scelto come dodicesimo assoluto nel Draft NFL 2018 dai Tampa Bay Buccaneers. Debuttò come professionista subentrando nella gara del quarto turno contro i Chicago Bears. Nel decimo turno mise a segno il primo sack in carriera ai danni di Alex Smith dei Washington Redskins. La sua stagione da rookie si chiuse con 21 placcaggi e 3 sack in 13 presenze, 8 delle quali come titolare.
Il 24 novembre 2019 Vea ricevette un touchdown su ricezione dal quarterback Jameis Winston, diventando il giocatore più pesante a segnare nella NFL dal 1950.
Il 7 febbraio 2021, nel Super Bowl LV contro i Kansas City Chiefs campioni in carica, Vea scese in campo nella vittoria per 31-9, mettendo a segno un placcaggio e conquistando il suo primo titolo. L'anno successivo fu convocato per il suo primo Pro Bowl al posto dell'infortunato Kenny Clark.
Nel secondo turno della stagione 2023, Vea mise a segno 1,5 sack su Justin Fields nella vittoria sui Chicago Bears. Due settimane dopo ne mise a referto due su Derek Carr nella vittoria sui New Orleans Saints.
Nel 2024 Vea fu convocato per il suo secondo Pro Bowl.

## Palmarès

### Franchigia
- Super Bowl : 1

Tampa Bay Buccaneers: LV
- National Football Conference Championship: 1

Tampa Bay Buccaneers: 2020

### Individuale
- Convocazioni al Pro Bowl: 2

2021, 2024